# Hotel Transzilvánia: A sorozat
A Hotel Transzilvánia: A sorozat (eredeti cím: Hotel Transylvania: The Series) 2017 és 2020 között vetített amerikai–kanadai 2D-s számítógépes animációs fantasy sorozat, amelyet Mark Steinberg alkotott a 2012-es Hotel Transylvania című film alapján.
A sorozatot Amerikában 2017. június 25-én, míg Magyarországon 2017. október 30-án a Disney Channel mutatta be.
Az esemény a filmek előtt játszódik, amelynek középpontjában Mavis és barátai állnak, míg Drakula távol van a hotelból.

## Ismertető
A sorozat négy évvel Jonatán megismerése előtt játszódik. Mavis és a legjobb barátai szórakoztató kalandokba keverednek a szállodában, miközben Drakula távol van a Vámpírtanácsnál.

## Szereplők

### Főszereplők
| Szereplő     | Eredeti hang    | Magyar hang    | Leírás |
| ------------ | --------------- | -------------- | --- |
| Mavis        | Bryn McAuley    | Gulás Fanni    | Gondtalan, 114 éves vámpírlány, Martha és Drakula néhai lánya, aki szeret szórakozni a legjobb barátaival. Határtalan kíváncsisága és gondtalan természete gyakran bajba sodorja őt Lydia nénikéjével. |
| Wendy Blob   | Evany Rosen     | Csuha Borbála  | Zöld, paca, aki Plötty lánya, és Mavis egyik barátja. |
| Hank N Stein | Gage Munroe     | Nagy Gereben   | Frankenstein és Eunice tinédzser fia, aki Mavis egyik legjobb barátja. |
| Pedro        | Joseph Motiki   | Bodrogi Attila | Tinédzser múmia., aki Murray-re hasonlít, és Mavis egyik barátja. |
| Lydia néni   | Dan Chameroy    | Fekete Zoltán  | Drakula nővére, a néhai Martha sógornője és Mavis nagynénje apai ágon, aki rendre és hagyományokra törekszik a szállodában, miközben Mavis és barátai szórakozni szeretnének.                          |
| Diana        | Richard Binsley | Mezei Kitty    | Lydia néni házi tyúkja, aki korábban emberi nő volt. Ő Lydia szeme és füle a szálloda egész területén. Halandó alakjában sosem látható, és azt sem említik, hogyan nézett ki korábban.                 |

### Mellékszereplők
| Szereplő          | Eredeti hang                                | Magyar hang     | Faj |
| ----------------- | ------------------------------------------- | --------------- | --- |
| Drakula gróf      | David Berni (1. évad) Ivan Sherry (2. évad) | Csőre Gábor     | Mavis özvegy, túlságosan védelmező apja, aki „hivatalos vámpírügyben” van távol a Vámpírtanácsnál. Távollétében idősebb nővére, Lydia veszi át a szálloda vezetését. Köpenye lilás árnyalatú, nem pedig vérvörös. |
| Frankenstein      | Paul Braunstein                             | Bognár Tamás    | Hank N. Stein apja és Eunice férje. |
| Eunice            | Nem szólal meg                              | Nem szólal meg  | Hank N. Stein édesanyja és Frank felesége. |
| Quasimodo         | Christopher Jacot                           | Vida Péter      | A Hotel Transzilvánia szakácsa. |
| Gene              | Patrick McKenna                             | Katona Zoltán   | Mavis nagyapja, Drakula és Lydia nagybátyja, aki szeret videojátékokat játszani. Egy szekérszerű kerekesszékkel közlekedik. |
| Kitty Cartwright  | Linda Kash                                  | Ősi Ildikó      | Emberpár, akik kisgyermekükkel élnek a Hotel Transzilvánia közelében. Donald a szórakoztató, ám kissé butácska apa, míg Kitty az óvatos, túlprotectív anya, aki mindent megtesz, hogy távol tartja a szörnyeket a házuk környékéről. Még egy magas technológiájú biztonsági rendszert is telepítenek, hogy biztosítsák a védelmüket. |
| Donald Cartwright | Ryan Belleville                             | Seder Gábor     | Emberpár, akik kisgyermekükkel élnek a Hotel Transzilvánia közelében. Donald a szórakoztató, ám kissé butácska apa, míg Kitty az óvatos, túlprotectív anya, aki mindent megtesz, hogy távol tartja a szörnyeket a házuk környékéről. Még egy magas technológiájú biztonsági rendszert is telepítenek, hogy biztosítsák a védelmüket. |
| Cerberus          | Nem szólal meg                              | Nem szólal meg  | Háromfejű őrzőkutya, aki főként a Hotel Transzilvánia pincéjében tartózkodik. |
| Klaus             | Carter Hayden                               | Markovics Tamás | Mavis első unokatestvére, aki mindig próbálja legyőzni és felülmúlni őt mindenben, kivéve a denevérré változást. |

### Magyar változat
- Főcím: Endrédi Máté
- Magyar szöveg: Lai Gábor
- Dalszöveg: Szente Vajk
- Hangmérnök: Császár Bíró Szabolcs
- Vágó: Wünsch Attila
- Gyártásvezető: Németh Piroska
- Zenei rendező: Posta Victor
- Szinkronrendező: Faragó József
- Produkciós vezető: Máhr Rita

A szinkront a SDI Media Hungary készítette.

## Évados áttekintés
| Évad | Évad | Epizódok | Eredeti sugárzás | Eredeti sugárzás  | Magyar sugárzás   | Magyar sugárzás      |
| Évad | Évad | Epizódok | Évadpremier      | Évadfinálé        | Évadpremier       | Évadfinálé           |
| ---- | ---- | -------- | ---------------- | ----------------- | ----------------- | -------------------- |
|      | 1    | 26       | 2017. június 25. | 2018. október 25. | 2017. október 30. | 2018. szeptember 28. |
|      | 2    | 26       | 2019. október 8. | 2020. október 29. | TBA               | TBA                  |